# Greve Skov
Greve Skov er et nyt statsskovområde beliggende i mellem Karlslunde og Greve Landsby på Sjælland. De første træer blev plantet i april 2006 på et 2,8 ha stort areal i det nordøstlige hjørne af det planlagte skovareal.
Beslutningen om at anlægge en skov i Greve Kommune blev taget i 2004. Skovens totale areal skal være 235 ha, og skal blive til ved erhvervelse af private ejendomme i området. Etableringen af Greve Skov sker bl.a. med henblik på at beskytte grundvandet i området.

## Ekstern henvisning
- Naturstyrelsen
- Greve Skov, Naturstyrelsen, september 2013, Wikidata  Q108213591

|  | Denne artikel om lokaliteten Greve Skov kan blive bedre, hvis der indsættes et (bedre) billede. Du kan hjælpe ved at afsøge Wikimedia Commons for et passende billede eller lægge et op på Wikimedia Commons med en af de tilladte licenser og indsætte det i artiklen. |

55°35′20″N 12°14′30″Ø / 55.58889°N 12.24167°Ø